# Medisch hulpverlener
Sinds 2014 zijn in Nederland medisch hulpverleners die op bachelor niveau zijn opgeleid werkzaam in de gezondheidszorg. Een medisch hulpverlener werkt onder supervisie van een medicus. Een uitzondering daarop is de sector ambulancezorg; daar werkt een bachelor medisch hulpverlener (BMH) volgens het daarvoor geldende Landelijk Protocol Ambulancezorg (LPA).

## Doel van het beroep
Het doel van het beroep Bachelor Medisch Hulpverlener is bijdragen aan de continuïteit van de  zorgverlening binnen het specifieke domein waarvoor hij/zij is opgeleid. De Bachelor Medisch Hulpverlener is ondersteunend en kan zo nodig zelfstandig werkzaam zijn in het geneeskundige proces van acute zorg, interventiezorg of diagnostiek. De kern van het beroep is de gezondheidstoestand van de patiënt bewaken en zo nodig therapeutisch handelen. Concreet behoren tot de taken: , monitoren, behandelen, begeleiden van en communiceren met alle patiënten met alle aandoeningen binnen het vakgebied.

## Bijdrage aan de gezondheidszorg
De hulpverlener is op een andere manier opgeleid dan via de opleidingen die tot dusver bekend zijn in de gezondheidszorg. Daar kleven voor- en nadelen aan. Een bachelor medisch hulpverlener heeft kennis en beschikt over vaardigheden die bij de andere opleidingen minder worden belicht en andersom. De functionaris heeft een brede theoretische basis, is bekend met evidence-based practice en met geprotocolleerd handelen.
Een nadeel is de beperkte werkervaring als startende beroepsbeoefenaar. Doordat de opleiding een dagopleiding is, volgen de studenten stages in het werkveld. Het routinematig handelen moet dan nog worden ontwikkeld door het opdoen van werkervaring. Een ander aandachtspunt is de positionering naast verpleegkundigen, terwijl de medische hulpverleners hier niet via dezelfde methodiek toe zijn opgeleid kunnen ze wel samen worden ingeschakeld. 
Ook door de andere specialisten in de gezondheidszorg zoals basisarts, verpleegkundig specialist en physician assistant dreigt er een wildgroei aan hulpverleners en competenties.

## Opleiding
De hbo-opleiding Medische hulpverlening is in 2010 opgezet om personele tekorten die ontstaan aan te vullen. Daarnaast wilden ziekenhuis- en beroepsorganisaties een bredere opleiding dan de bestaande opleidingen. De Hogeschool Utrecht en de HAN  hebben in eerste instantie de opleiding ontwikkeld en opgezet. Vanaf het collegejaar 2012/2013 geeft ook de Hogeschool Rotterdam een opleiding tot medisch hulpverlener.
De opleiding wordt afgesloten met een getuigschrift, waarna doorstromen naar een andere opleiding binnen de gezondheidszorg mogelijk is. Een opgeleide medisch hulpverlener met uitstroomprofiel anesthesie kan bijvoorbeeld in 18 maanden het diploma anesthesiemedewerker halen.

## Voorlopige erkenning
Conform artikel 36a Wet op de beroepen in de individuele gezondheidszorg is in 2017 een experimenteertraject van start gegaan voor de BMH. Per 1 januari 2019 zal de Medisch Hulpverlener opgenomen zijn in een tijdelijk BIG-register als een op zichzelf staande beroepsgroep volgens de Wet op de beroepen in de individuele gezondheidszorg.

### Wettelijke kaders
In mei 2017 is een experimenteertraject van start gegaan conform Artikel 36a van de Wet BIG. Voor een periode van vijf jaar is het de bachelor medisch hulpverlener toegestaan voorbehouden handelingen te verrichten, mits de functionaris daartoe bekwaam is verklaard.
Een kwaliteitsregister van werkzame bachelor medisch hulpverleners maakt deel uit van het 'Tijdelijk besluit zelfstandige bevoegdheid bachelor medisch hulpverlener' Door middel van dit register kunnen alle opgeleiden zich bij het ingaan van het experimenteertraject als beroepsbeoefenaar laten registreren. Een onafhankelijk instituut begeleidt het experimenteertraject en evalueert het traject na vijf jaar. Daarna neemt de minister het besluit of en zo ja op welke wijze de functie in de Wet BIG wordt opgenomen.

### Kwaliteitsregister
Aangezien de bachelor medisch hulpverlener in eerste instantie in het kader van een experimenteerartikel werkzaam is en pas per 1 januari 2019 opgenomen zal worden in een tijdelijk BIG-register. Om de kwaliteit van de hulpverlener tot dan te waarborgen, heeft de Nederlandse Vereniging voor Bachelor Medisch Hulpverleners (NVBMH) een kwaliteitsregister ingericht. Alle bachelor medisch hulpverleners die binnen hun reguliere werkzaamheden voorbehouden handelingen verrichten, zijn verplicht zich daarin te laten registreren.
Dit register draagt bij aan de waarborging van de kwaliteit van de beroepsuitoefening van Bachelor Medisch Hulpverlener door het bijhouden van ontwikkelingen in het vak. De registratie geeft aan dat de Bachelor Medisch Hulpverlener actief is en gedurende een afgesproken periode volgens de norm van de beroepsgroep heeft geïnvesteerd in het verwerven van kennis en vaardigheden die van invloed zijn op de kwaliteit van de beroepsuitoefening. Het Kwaliteitsregister van de NVBMH stimuleert Bachelor Medisch Hulpverleners tot deelname aan kwaliteit bevorderende activiteiten en maakt de kwaliteit van de beroepsuitoefening meer transparant. Dit Kwaliteitsregister is een openbaar register.